# Stabgeläute

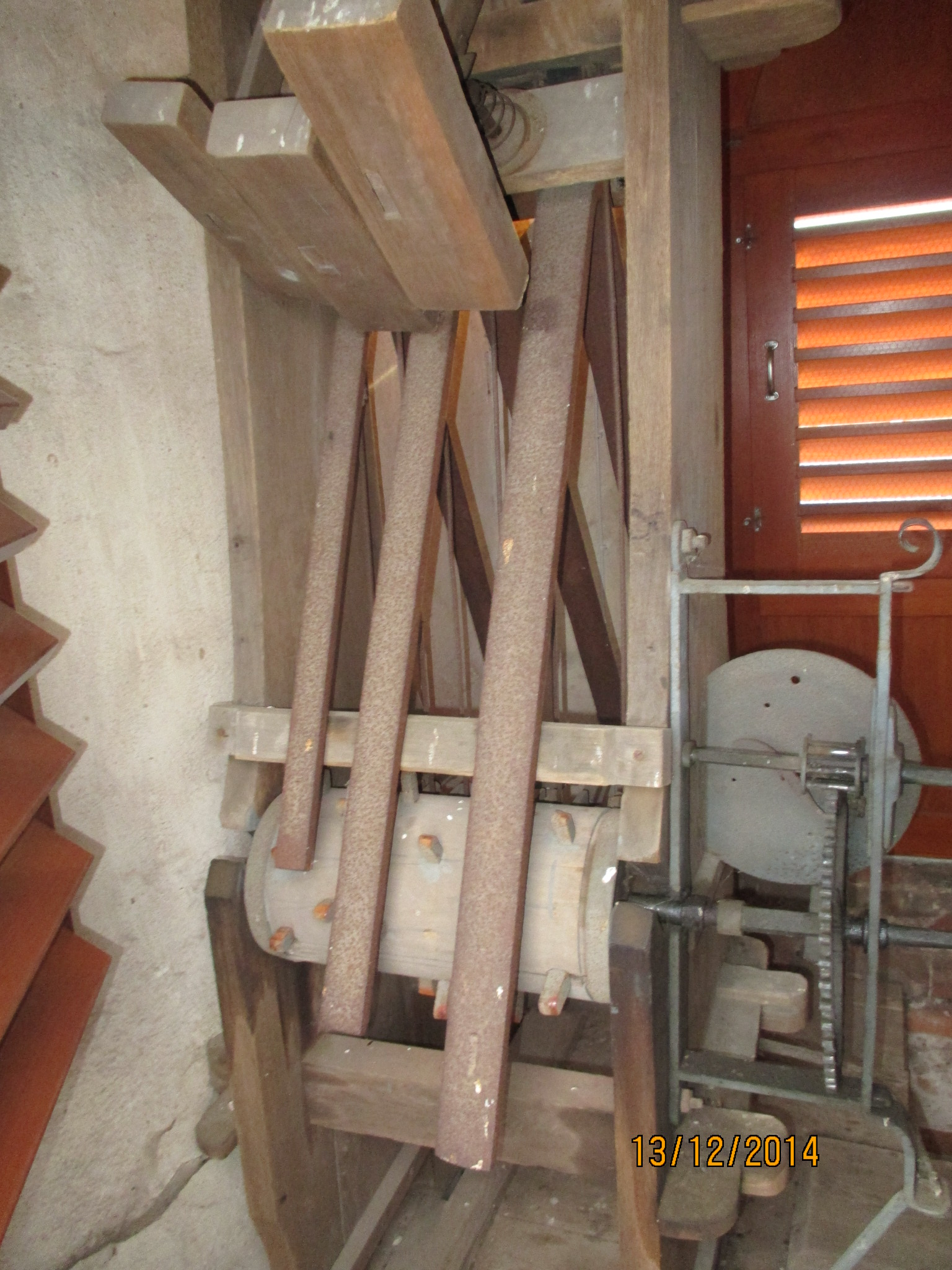
Stabgeläute der Kirche in Serno: Zu sehen ist eine Seite mit drei der sechs Holzhämmer. Unten Handkurbel-Antrieb und Nockenwelle

Ein Stabgeläute ist ein im 19. Jahrhundert zunächst in Nordamerika, England und 1830 in Deutschland eingeführter kostengünstiger Ersatz für Kirchenglocken. Es besteht aus mehreren Stahlstäben, die mit einem Hammer angeschlagen werden. Der meist einen Dreiklang produzierende Signalgeber ist nach der Hornbostel-Sachs-Systematik ein Schlagstabspiel, also ein mehrstimmiges, unmittelbar geschlagenes Idiophon. Schlagstabspiele sind mit den Schlagplattenspielen verwandt, zu denen die meisten Metallophone gehören.
Stabgeläute besaßen im 19. Jahrhundert üblicherweise drei Gussstahl-Stäbe, die senkrecht nebeneinander in einem Holzgestell befestigt waren und, über eine Kurbelmechanik angeregt, von Holzhämmern angeschlagen wurden. Sie kamen bevorzugt bei kleineren Kirchen mit einfach konstruierten Glockentürmen zum Einsatz. Die Klangqualität war deutlich schlechter und die Lautstärke geringer als bei Kirchenglocken aus Bronze, dafür galt der Ton bereits bei einem Stab von nur 20 Kilogramm Gewicht als brauchbar.
Das einzige in Deutschland erhaltene Stabgeläute befindet sich in der St.-Jacobus-Kirche in der Gemeinde Serno im Landkreis Wittenberg. Es wurde vom Schmied Johann Gottlieb Samuel Sachsenberg (1782–1844) für die 1830 eingeweihte Kirche konstruiert. Zwei weitere Stabgeläute desselben Typs sind nicht mehr erhalten. Eines davon, mit vier Stäben, fertigte der Schmiedemeister 1832 für die katholische Schlosskirche in Köthen (ebenfalls in Sachsen-Anhalt). Es war um 1900 noch in Funktion. Das dritte Stabgeläute von 1835 war von einem Kaufmann bestellt, der es nach Italien sandte. Sachsenberg verlangte für das Stabgeläute von Serno mit Stäben von 10, 15 und 20 Kilogramm 36 Taler und für das größere Stabgeläute von Köthen 560 Taler. Dessen vier Stäbe waren 25, 35, 60 und 90 Kilogramm schwer. Vom dritten Stabgeläute ist bekannt, dass die drei Stäbe 20, 30 und 40 Kilogramm schwer waren und für 150 Taler verkauft wurden.
Die Stäbe des Stabgeläutes Serno sind V-förmig in einem Winkel von 68° abgewinkelt und an Lederriemen freischwingend aufgehängt. Die Schenkel haben Abmessungen von 775 × 60 × 12 mm, 885 × 50 × 14 mm und 965 × 38 × 16 mm. Von der Nockenwelle werden über ein Hebelwerk die oben angeordneten sechs Hämmer ausgelöst. Das Stabgeläute befindet sich nahezu im Originalzustand, lediglich die Nocken der Nockenwelle wurden inzwischen aufgearbeitet.
Auf der Berliner Zollvereinsausstellung 1844 zeigte der Industrielle Alfred Krupp die von seiner Firma Krupp-Gussstahlfabrik neben anderen gusseisernen Erzeugnissen wie gusseisernen Walzen für die Münzproduktion ein dreitöniges Stabgeläute. Vor allem dieses Stabgeläute machte die Firma bei den Messebesuchern bekannt, weil es jeden Tag zu Beginn und am Ende der Besichtigungszeit ertönte. Krupp pries sein Stabgeläute als kostengünstige Alternative zu Glocken für ärmere Kirchengemeinden an. Drei hufeisenförmig gebogene Eisenstäbe waren an einer Holzstange mit den Schenkeln nach unten nebeneinander aufgehängt. Die Jury der Ausstellung lobte den „intensiven, angenehmen Ton“ des rund 400 Kilogramm schweren Instruments.
Die geringen Kosten und die einfachere Herstellung hob auch 1873 das amerikanische Magazin The Galaxy hervor, das von einer gewissen Verbreitung der Stabgeläute in englischen und deutschen Kirchen sprach. Der Preis für ein Stabgeläute mit drei bis vier Stäben bis zu 100 Kilogramm betrug demnach in England etwa ein Fünftel von Glocken. Am 28. Juli 1873 wurde laut dem amerikanischen Monatsmagazin Popular Science von einem englischen Patentamt ein vorläufiges Patent an Ferdinand Rahles und James Dixon Mackenzie für Stabgeläute samt Antriebsmechanismus zum Einsatz in Kirchen ausgestellt. Die Schlaghämmer in den Glockentürmen der zum Patent vorgelegten Konstruktion sollten über Seile oder eine andere mechanische Verbindung von weiter unten angeregt werden. Für ein eingetragenes Patent war die Konstruktionszeichnung nicht detailliert genug ausgeführt.
Verwandt mit Stabgeläuten sind Röhrengeläute, die heute als Röhrenglocken, instrumentenkundlich Aufschlagröhren oder Schlagröhrenspiel, bekannt sind und früher im Orchester Glocken ersetzten. Statt der massiven Stäbe werden Material sparende und Resonanz verstärkende Röhren angeschlagen. Richard Wagner forderte 1882 für die Aufführung des Parsifal in Bayreuth vier tief klingende Bronzeröhren. Als Ersatz für Kirchenglocken wurden Röhrengeläute in der zweiten Hälfte des 19. Jahrhunderts möglicherweise von Frankreich ausgehend relativ häufig in England verwendet.
Ein älterer Ersatz für Kirchenglocken ist das in den orthodoxen Kirchen eingesetzte Semantron, ein massives hölzernes Schlagbrett, das mit ein bis zwei Holzhämmern geschlagen wurde. Den heute verschwundenen Naqus schlugen Christen in arabischen Ländern seit der vorislamischen Zeit mit einem flexiblen Stab.